# SSV Ulm 1846 (Mehrspartenverein)
Der SSV Ulm 1846 (offiziell Schwimm- und Sportverein Ulm 1846 e. V.) ist ein Mehrspartensportverein aus der schwäbischen Stadt Ulm. Der Idealverein zur Förderung des Sports ist mit (Stand: 13. Januar 2025) 11484 Mitgliedern einer der größten Sportvereine Baden-Württembergs. Die Vereinsfarben des im Volksmund „die Spatzen“ genannten Klubs sind die Stadtfarben Schwarz und Weiß.
Bekannt wurde der Verein vor allem durch seine bis 2009 bestehende Fußball-Abteilung, deren erste Mannschaft in der Saison 1999/2000 der Bundesliga angehörte. Die Fußballsparte wurde 2009 aus dem Hauptverein ausgegliedert und tritt seitdem als eigenständiger Verein SSV Ulm 1846 Fußball e. V. auf. Neben den Fußballern spielten in der Vergangenheit auch die Basketball-Herren sowie die Volleyball-Frauen des Vereins in der jeweils höchsten Spielklasse. Der bisherige Höhepunkt des Vereins war die Saison 1999/00, als mit den Fußballern, der Volleyballmannschaft der Frauen und den Basketballern von ratiopharm Ulm drei Mannschaften gleichzeitig in einer ersten Liga spielten. Der SSV Ulm 1846 deckt aktuell in insgesamt 19 Abteilungen alle gängigen Sportarten des Breitensports ab.

## Geschichte

### Vorgängervereine

#### TSG Ulm 1846

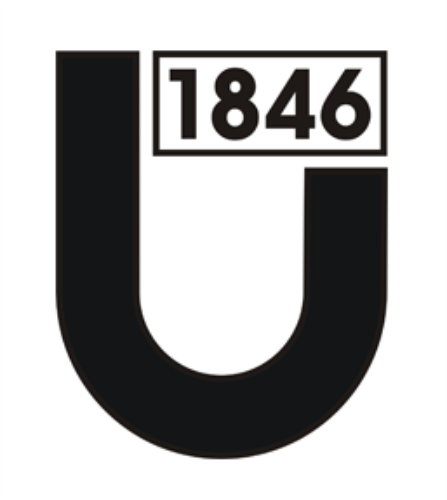
Vereinsemblem der TSG Ulm 1846

Die TSG Ulm 1846 ging auf die Turngemeinde Ulm zurück, die im Jahr 1846 als erster Turnverein der Stadt entstanden war und sich 1860 in Turnerbund 1846 Ulm umbenannte. Bereits in der Anfangszeit gab es innerhalb des Vereins Auseinandersetzungen in Bezug auf die Ideologie und die soziale Struktur. Dies führte dazu, dass Kaufleute, Offiziere und höhere königlich württembergische Beamte in der Turngemeinde verblieben und die Handwerker, Gesellen, Angestellten sowie die niedrigen Soldatendienstgrade den Turnverein Ulm gründeten, der sich 1852 und 1856 abspaltete, wieder vereinigte und sich 1868 endgültig verselbständigte.

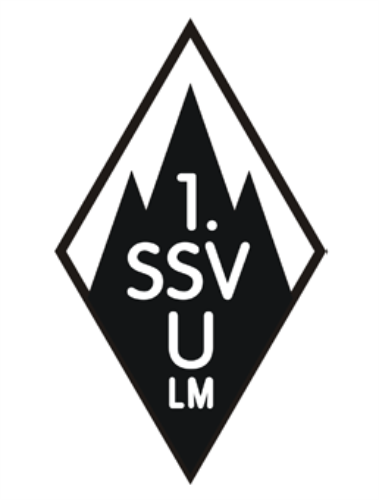
Vereinsemblem des 1. SSV Ulm 1928

Am 16. August 1939 schlossen sich der Ulmer FV 1894, der Turnerbund 1846 Ulm, der Turnverein 1868 Ulm sowie die 1920 durch Fusion der Vereine Germania Ulm und Ulma Ulm entstandene Sportvereinigung 1889 Ulm zur Turn- und Sportgemeinde Ulm 1846 zusammen, um in der Stadt einen schlagkräftigen Sportverein herzustellen. Wegen des kurz darauf ausbrechenden Zweiten Weltkriegs war ein geregelter Trainings- und Spielbetrieb schon bald nicht mehr möglich. Bei den Württembergischen Turn-, Spiel- und Leichtathletikmeisterschaften in der Ulmer Friedrichsau musste der Spielbetrieb 1943 wegen eines Fliegerangriffs unterbrochen werden. Nach dem Krieg stieg die TSG 1946 in die Oberliga Süd auf, wo sie sich aber auf Dauer nicht halten konnte. Von 1947 bis 1950 zählte der „Fußballgott“ und Weltmeister von 1954 Toni Turek zum Team.

#### 1. SSV Ulm 1928
1922 spaltete sich die Schwimmabteilung des TB Ulm als 1. Schwimmverein Ulm vom Restverein ab. Am 12. Oktober 1928 trat der zuvor aus dem TV Ulm ausgetretene Sportverein Schwaben dem 1. SV Ulm bei. Damit entstand der 1. Schwimm- und Sportverein Ulm 1928.

### Gründung des SSV Ulm 1846
Der SSV Ulm 1846 bildete sich am 5. Mai 1970 aus den beiden größten Ulmer Sportvereinen, der Turn- und Sportgemeinde Ulm 1846 und dem 1. Schwimm- und Sportverein Ulm. Nach dem Zusammenschluss war der SSV Ulm 1846 mit über 8.300 Mitgliedern der größte deutsche Verein.

### Abspaltung der Fußballabteilung und Neugründung des SSV Ulm 1846 Fußball
In einer außerordentlichen Mitgliederversammlung stimmten am 20. Januar 2009 die Mitglieder einstimmig für die Ausgliederung der gesamten Fußballabteilung aus dem Hauptverein. Dies war eine zwingende Voraussetzung für das Sanierungsprogramm des hoch verschuldeten Vereins.
Präsident des neuen eigenständigen Vereins SSV Ulm 1846 Fußball e. V. wurde René Mick.

## Sportabteilungen

### Basketball
Die Basketballabteilung des SSV Ulm 1846 ging aus der Abteilung des 1. SSV hervor, dessen Basketballmannschaft erstmals 1957 am Punktspielbetrieb teilgenommen hatte. Zwischen 1986 und 1988 schaffte die Herrenmannschaft den Durchmarsch aus der damals drittklassigen Regionalliga in die höchste Spielklasse, Basketball-Bundesliga. Im Oktober 1990 kam nach einem Auswärtsspiel in Ludwigsburg ein 23 Jahre alter Anhänger der Ulmer Mannschaft ums Leben, als auf einem Ludwigsburger Bahnhof ein Brandsatz geworfen wurde. Der 23-Jährige geriet vor einen S-Bahnzug und starb. Sieben Personen, die vom Deutschen Depeschendienst als Hooligans und im Buch „Rechte Kontinuitäten: Rassismus und Neonazismus in Deutschland seit 1945“ als Skinheads bezeichnet wurden, wurden zu Haftstrafen zwischen zwei und sieben Jahren verurteilt. Bis 2001 gehörte die Ulmer Mannschaft der Bundesliga an, 1996 wurde sie deutscher Pokalsieger und in der Saison 1997/98 deutscher Vizemeister. Nach dem Abstieg 2001 musste Insolvenz angemeldet werden. Daraufhin wurde eine eigene Spielbetriebsgesellschaft als GmbH unter dem Namen Ratiopharm Ulm gegründet, die schließlich 2006 die Rückkehr in die höchste Spielklasse erreichte. Dazu musste allerdings der damalige Austragungsort für Heimspiele des Teams, die Ulmer Kuhberghalle, gemäß den Statuten der BBL von 2.000 auf 3.000 Plätze ausgebaut werden. Im Dezember 2011, also während der Spielzeit 2011/12, zog die Mannschaft in die neuentstandene Multifunktionshalle ratiopharm arena in Neu-Ulm um. Das Nachwuchsteam des SSV Ulm 1846 spielt als „Basketballakademie Ulm“ in der Division Süd der Nachwuchs-Basketball-Bundesliga.
Die größten Erfolge:
- 1996: Deutscher Pokalsieger
- 1998: Deutscher Vizemeister
- 2012: Deutscher Vizemeister als ratiopharm Ulm
- 2023: Deutscher Meister als ratiopharm Ulm

### Volleyball
Auch im Frauenvolleyball war der SSV Ulm 1846 sehr erfolgreich. Bis 2004 spielte die 1. Frauenmannschaft unter dem Namen SSV Ulm Aliud Pharma (Eigenschreibweise: SSV Ulm ALIUD PHARMA) noch in der 1. Bundesliga. Im Mai 2003 wurde sie Deutscher Meister und holte damit das Double, nachdem sie zuvor auch Pokalsieger geworden war.
Bekannte Sportlerinnen:
- Tanja Hart, ehemalige Nationalspielerin
- Sabrina Roß, ehemalige Nationalspielerin
- Birgit Thumm, ehemalige Nationalspielerin
- Verena Veh, ehemalige Nationalspielerin
- Elles Leferink, ehemalige Nationalspielerin (Niederlande)

Die größten Erfolge:
- 2003: Deutscher Volleyball-Meister und DVV-Pokalsieger der Frauen unter Trainer Mathias Eichinger

### Hockey
Die 1. Herrenmannschaft im Hockey spielt in der 1. Regionalliga Süd (Halle) bzw. in der Oberliga Baden-Württemberg (Feld), die 1. Damen in der Oberliga Baden-Württemberg (Feld und Halle). Die Hockeyabteilung des SSV Ulm 1846 hat ca. 430 Mitglieder. Am aktiven Spielbetrieb nehmen zwei Damen-, zwei Herren-, zahlreiche Jugendmannschaften, ein Senioren- und ein Elternhockeyteam sowie zwei Fun-Hockeymannschaften teil. Ulm ist Austragungsort beliebter Feld- und Hallenhockeyturniere.

### Alpinsport
Mitglieder des Vereins gründeten 1911 eine eigenständige Sektion des Deutschen und Österreichischen Alpenvereins (DuOeAV). Dort sind alle Arten des Alpinsports vertreten, zum Beispiel Bergwandern, Klettern, Skitourengehen, Mountainbiken. Es gibt – in Kooperation mit anderen Ulmer Sektionen des DAV – eine Jugendabteilung (JDAV). Die Sektion SSV Ulm 1846 ist ein eigenständiger Verein mit zusätzlichen Ortsgruppen in Laupheim und Ehingen.

### Leichtathletik und Schwimmen
Die Leichtathletik- und Schwimm-Abteilungen bringen immer wieder Talente hervor, die bei Landes- und Bundeswettbewerben erfolgreich sind. 
Bekannte Sportler:
- Arthur Abele, Europameister im Zehnkampf
- Jürgen Austin-Kerl, Leichtathletiktrainer
- Arthur Bäumle, Weitspringer, Teilnehmer Olympische Sommerspiele 1936
- Michael Kohnle, Zehnkämpfer und Handballer
- Ralf Leberer, Sprinter, Teilnehmer Olympische Sommerspiele 2000
- Alina Reh, Langstreckenläuferin
- Tim Nowak, Zehnkämpfer
- Manuel Eitel, Zehnkämpfer

### Tanzsport
Die Tanzsportabteilung umfasst etwa 200 Mitglieder und bietet ein reichhaltiges Programm für Tanzsportler jeden Alters und jeder Leistungsstufe. Sie ist Mitglied im Deutschen Tanzsportverband (DTV) sowie im Tanzsportverband Baden-Württemberg (TBW). Es finden sich neben mehreren Breitensportgruppen einige Trainingsgruppen, die Tanzsport mit leistungssportlichem Anspruch betreiben. Mit einer breiten Aufstellung deckt die Tanzsportabteilung dabei alle Leistungsstufen von der D-Klasse bis hin zur höchsten Amateurklasse, der S-Klasse, ab. Momentan besitzt die Tanzsportabteilung 15 aktive Tanzpaare aus der Standard- und Lateinsektion.

### Radsport
Die Radsportabteilung umfasst etwa 70 Mitglieder und bietet regelmäßige Ausfahrten für Schüler, Jugend und Elite-Amateur im Rennsport. Regelmäßig werden auch Ausfahrten für den Breitensport durchgeführt.
Bekannte Sportler:
- Johannes Adamietz, Straße[12]
- Felix Engelhardt, Straße[13]

## Sportanlagen
Der Verein besitzt ein eigenes Hallen- und Freibad sowie eine Tennisplatzanlage, auf der der ATP Challenger Ulm bis 2002 stattfand, und ein Fitnesszentrum, welche sich alle am Stadion befinden. Die Nutzung dieser Anlagen ist für Mitglieder in der Regel kostenlos. In den Sommermonaten wird das Freibadgelände im Rahmen des Donauflimmern zusätzlich als Open-Air-Kino genutzt.